# 낙우송속
낙우송속(落羽松屬, Taxodium)은 측백나무과의 한 속이다. 대표적인 종으로 미국 원산의 낙우송이 있으며, 대한민국에서는 조경 또는 조림 목적으로 재배되고 있다. 속명은 라틴어로 ‘주목’을 뜻하는 ‘탁수스’(taxus)와 그리스어로 ‘비슷하다’는 뜻을 가진 ‘에이도스’(εἶδος)의 조어이다.
낙우송속은 측백나무과 내에서 수송 (Glyptostrobus pensilis) 및 삼나무 (Cryptomeria japonica)와 매우 가깝다. 낙우송속에 속하는 종들은 북아메리카 대륙의 남부 지역에 분포하며 이 지역의 이북 지역에 사는 종들은 활엽수이고 이남 지역에 사는 종들은 반상록수 내지 상록수이다.

## 특징
높이 30~46m, 흉고직경 2~11m에 달하는 큰키나무이다.낙우송속에 속하는 종들은 북아메리카 대륙의 남부 지역에 분포하며 이 지역의 이북 지역에 사는 종들은 활엽수이고 이남 지역에 사는 종들은 반상록수 내지 상록수이다.
길이 0.5~2cm의 침엽은 싹에 나선형으로 맺혀있으며, 싹의 양 옆에서 평평한 두 줄로 나타나도록 밑부분이 꼬여있다. 구과는 원형이며 지름 2~3.5cm이고 실편 10~25개이고, 각각의 실편에 한두 개의 씨앗이 달린다. 꽃가루받이 후 7~9개월이 지나면 익으며, 씨앗을 방출하기 위해 해체된다. 수구화수는 총상꽃차례가 축 늘어진 모습으로 달리고, 초봄에 꽃가루를 분출한다. 낙우송류는 물가나 물 속에서 생장할 때 기근괴를 만들어낸다. 이 뿌리의 기능은 현재 지속되는 연구 주제이다.

## 하위 종
낙우송속의 현존하는 세 분류군은 여기서 별개의 종으로 취급되지만, 일부 식물학자들은 이들을 한두 개의 종으로만 취급하고 나머지 종은 처음 설명한 종의 변종으로 간주하기도 한다. 이 세 종은 생태적인 특징으로 구별 가능하며, 서로 다른 환경에서 자라지만 서로 서식지가 겹치는 곳에서는 교잡화가 일어나기도 한다.
| 그림 | 학명                          | 향명                                                | 분포 지역 |
| ---- | ----------------------------- | --------------------------------------------------- | --- |
|      | Taxodium ascendens Brongn.    | 아스켄덴스낙우송 pond cypress                       | 낙우송의 서식 범위 내에 분포하지만, 노스캐롤라이나주에서 루이지애나주에까지 이르는 남동부 해안 평야에서만 자란다. 잔잔한 흑수하천, 연못 및 미사가 풍부한 홍수퇴적물이 없는 늪지대에 서식한다. |
|      | Taxodium distichum (L.) Rich. | 낙우송 bald cypress                                 | 델라웨어주에서 텍사스주 및 루이지애나주, 미시시피강 물가에서 인디애나주 남부에 이르는 미국 동남부의 대부분 지역에 서식한다. 주로 미사가 풍부한 홍수퇴적물이 있는 강을 따라 분포한다. |
|      | Taxodium mucronatum Ten.      | 몬테주마낙우송 Montezuma cypress, ahuehuete, sabino | 로어 리오그란데 밸리(Lower Rio Grande Valley) 남쪽으로 과테말라 고지대까지 분포하며, 앞선 두 종과는 다르게 대체로 상록수이다. 멕시코 오아하카주의 산타마리아델툴레(Santa María del Tule)에 서식하는 툴레 나무(Arbol del Tule)는 높이 43m이며, 흉고직경이 11.42m로 현존하는 낙우송 나무들 중 나무줄기의 두께가 가장 두꺼운 나무이다. 낙우송 및 아스켄덴스낙우송처럼 늪지대에서 사는 게 아닌 같은 늪지대가 아닌 개울과 강둑에 서식하는 하안 수종이다. |

- †Taxodium dubium (Sternb.) Heer

### 과거에 낙우송속으로 분류된 수종
- Glyptostrobus pensilis (Staunton ex D.Don) K.Koch (T. japonicum var. heterophyllum Brongn.)
- Sequoia sempervirens (D.Don) Endl. (T. sempervirens D.Don)[2]

## 쓰임새

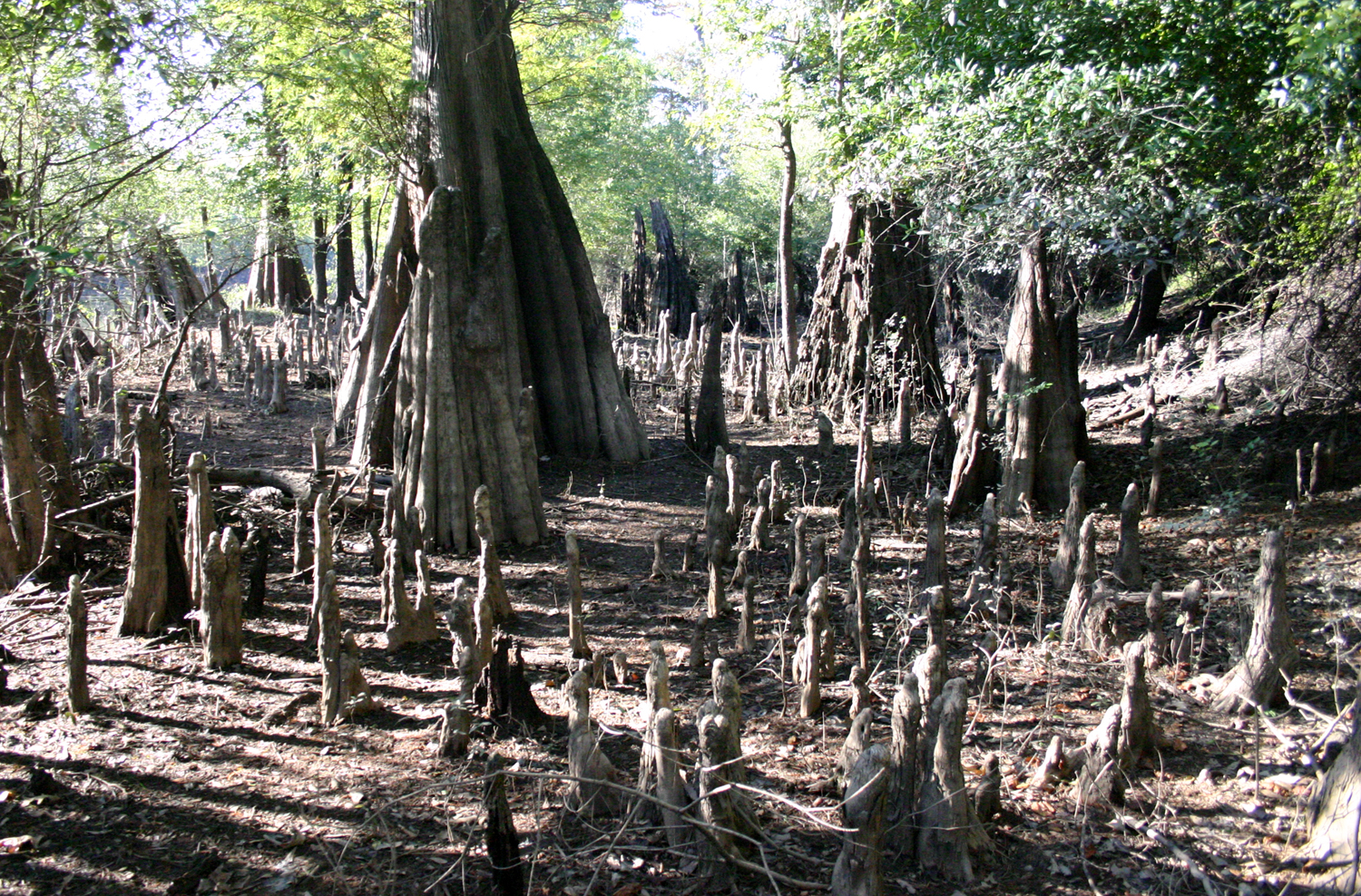
얕은 물가에 있는 기근괴 (사우스캐롤라이나주 위티 호)

이 나무들은 특히 목재로 유명한데, 그 중 심재는 부패에 강하며 흰개미에 대한 저항성이 크다. 심재에는 천연 보존제로 작용하는 '사이프러센'(cypressene)으로 불리는 세스퀴테르펜(sesquiterpene)을 함유하고 있다. 사이프러센이 나무에 축적되는 데 수십 년이 걸리기 때문에 원시림에서 벌채한 목재는 2차생장목에서 벌채한 목재보다 부패에 더 강하다. 그러나 나이를 먹을수록 반점썩음병균(Pecky Rot fungus, Stereum taxodii)에 대한 감수성이 증가하게 된다. 이 식물병원성 곰팡이는 낙우송류의 심재를 공격하여 나무의 속을 비게 만들어 목재로서의 가치를 떨어뜨리게 된다. 과거 미국 동남부에서 지붕널을 제작하는 재료로 많이 사용되었다. 나무껍질을 잘게 쪼개 조경 등에 쓰이는 멀칭재로 사용한다.

## 진화

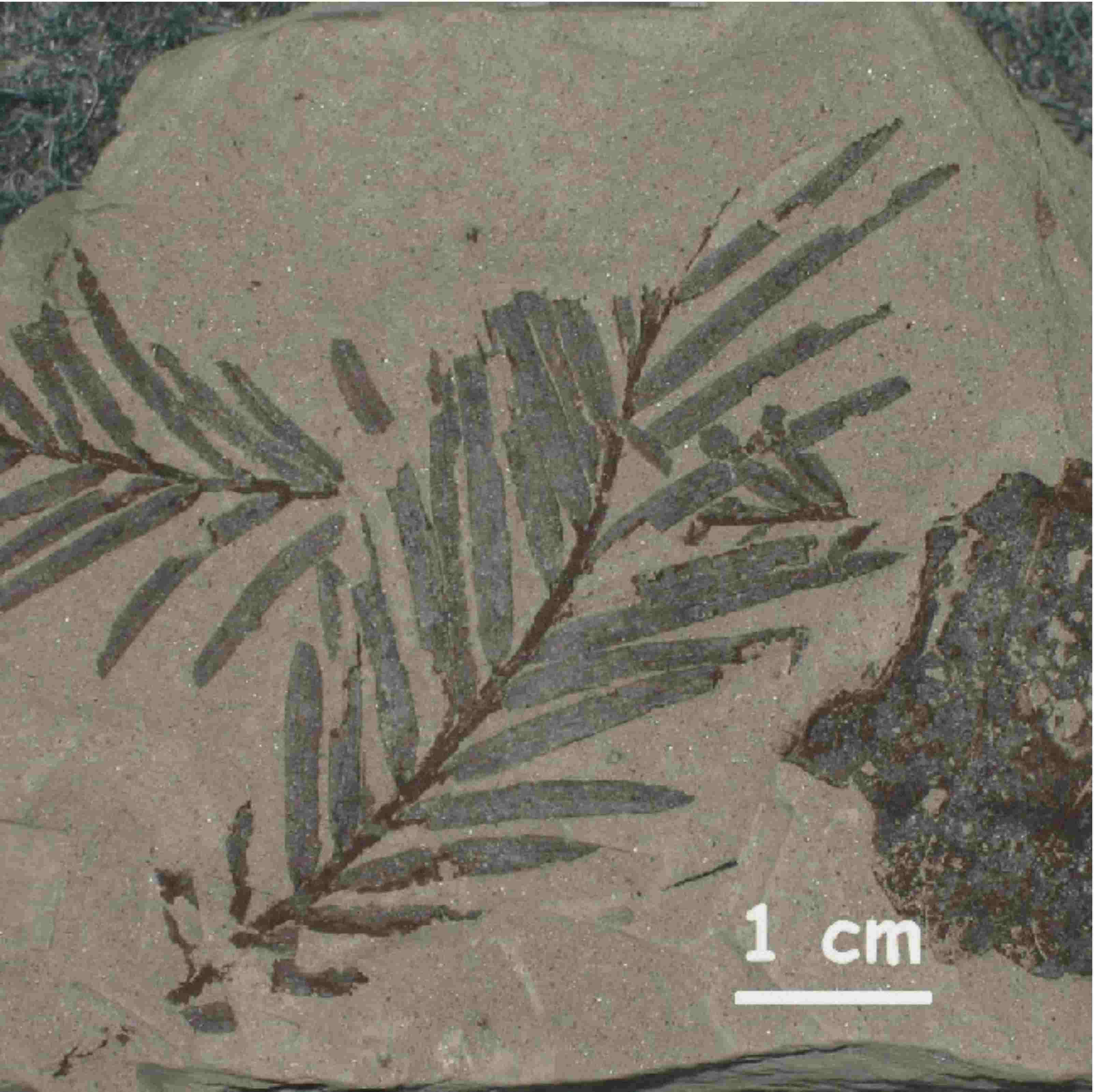
800만 년 전 Taxodium dubium의 잎 화석 (독일 함바흐 갈탄 노천광산)

지구의 역사에서 낙우송속은 오늘날과는 달리 북반구에 좀 더 넓게 퍼져 있었다. 가장 오래된 화석은 아시아와 북아메리카에 걸쳐진 백악기 후기 퇴적층에서 발견된 것이다. 약 250만 년 전인 플리오세까지 유럽에 남아 있었다.